# Cerkev Marijinega vnebovzetja, Rab
Cerkev Marijinega vnebovzetja (hrvaško Crkva Uznesenja Blažene Djevice Marije), pogosto imenovana tudi s starim imenom Rabska katedrala, je župnijska cerkev Župnije Rab in nekdanja stolnica Škofije Rab, ki je bila leta 1828 pripojena Škofiji Krk. Posvečena je Marijinemu vnebovzetju.

## Zgodovina
Cerkev je bila zgrajena v zgodnjem krščanskem obdobju, na prelomu 4. stoletja. Do 9. stoletja je bila opremljena z večino liturgičnih elementov. V zgodnjem 12. stoletju je bila preurejena in deloma dograjena v romanskem slogu, z zančilnimi toskanskimi motivi. Vhodni romanski portal je bil kasneje zrušen, zato so na njegovem mestu leta 1490 postavili novega. Stolnica je bila sprva brez zvonika. Ta je bil zgrajen šele v poznem 13. stoletju in po obliki velja za enega najbolj edinstvenih poznoromanskih zvonikov na hrvaški obali. Svojo končno obliko je stolnica dobila ob koncu 15. stoletja, ko je doživela zadnjo večjo prenovo. Vse od svoje izgradnje pa do leta 1828 je služila kot sedež Škofije Rab.

## Arhitektura
Najstarejši ohranjeni del cerkve je stara krstilnica, katere talni mozaik nakazuje izgradnjo v obdobju zgodnjega krščanstva. Iz tega obdobja sta se ohranila še zunanji poligonalni obod apside in par kapitelov na notranjih podpornih stebrih. Od liturgičnih elementov iz 9. stoletja se je ohranil z zoomorfnimi in florealnimi ikonografskimi motivi okrašen oltarni ciborij. V 11. stoletju je bila stolnica pregrajena v predromanskem slogu. V tem času sta bili dograjeni dve bočni apsidi, nekaj kapitelov s stiliziranim akantovim listjem in marmorna ikona Kristusa Kralja. Pročelje iz 12. stoletja je oblikovano tipično bikromatsko, z izmenjujočimi se vrstami rdeče breče in belega apnenca. V 15. stoletju sta bili k cerkvi dograjeni kapeli družin Zudingo in Scatta, kasneje preobraženi v krstilnico. Iz tega obdobja izvira tudi kamniti kip Marije Matere Božje, ki v krilu drži mrtvega Kristusa. Na južni strani stoji v pravokotno krstilnico pregrajena apsida, v kateri se nahaja leseno razpelo, delo iz obdobja pozne renesanse. Poleg zahodne kapele je bila v 17. stoletju zgrajena poznobaročna kapela z marmornim oltarjem in tabernakljem. 26 metrov visok zvonik iz 13. stoletja ni sklenjen z glavno zgradbo. Zgrajen je v poznoromanskem slogu, ki je opazen zlasti zaradi natančno izdelanih okrasnih vencev, ki povezujejo stike med kvadrastimi gradniki. Romanski pridih mu dajejo tudi monofore, ki preko bifor in trifor preidejo v najvišje ležečo monumentalno kvadriforo. Zvonik se je do konca 15. zaključeval ravno, vendar so mu zaradi udara strele dodali šeststrano vitko piramido.

## Galerija
- Pročelje cerkve, z značilnim portalom iz 15. stoletja
- Romanski zvonik krasijo monoforni izrezi, ki preko bifornih in trifornih preidejo v kvadriforne
- Pozlačena skrinja z lobanjo svetega Krištofa
- Glavni oltar, v ozadju ciborij iz 9. stoletja
- Zvonik na skrajnem delu Rabskega polotoka